# Lånesamarbejde
Lånesamarbejde imellem danske folkebiblioteker er pålagt i Lov om biblioteksvirksomhed. Samarbejdet gør det muligt for det enkelte bibliotek at hjemlåne materialer fra andre biblioteker i Danmark.